# Bloomingdale’s

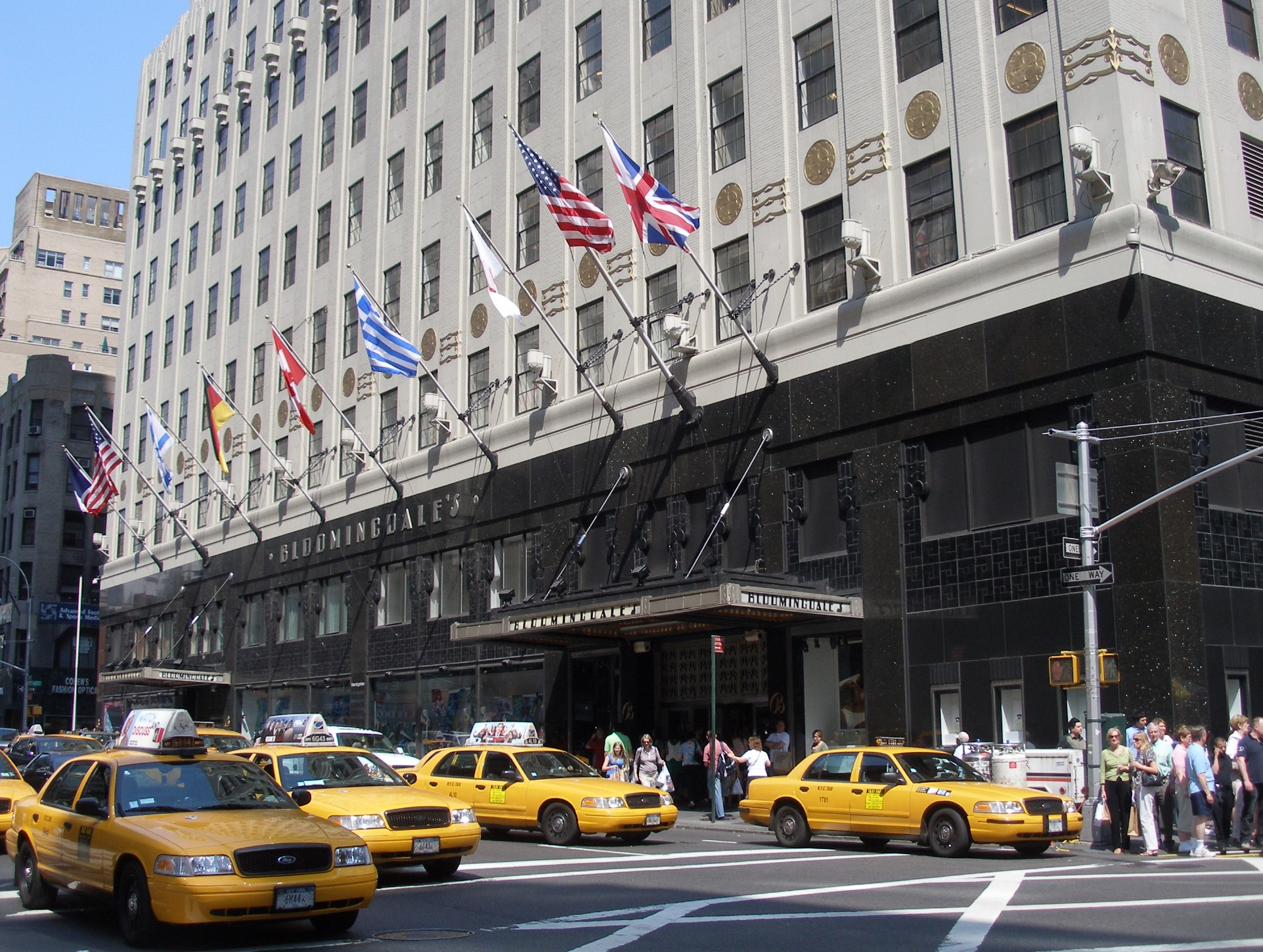
Bloomingdale’s Stammhaus in New York City

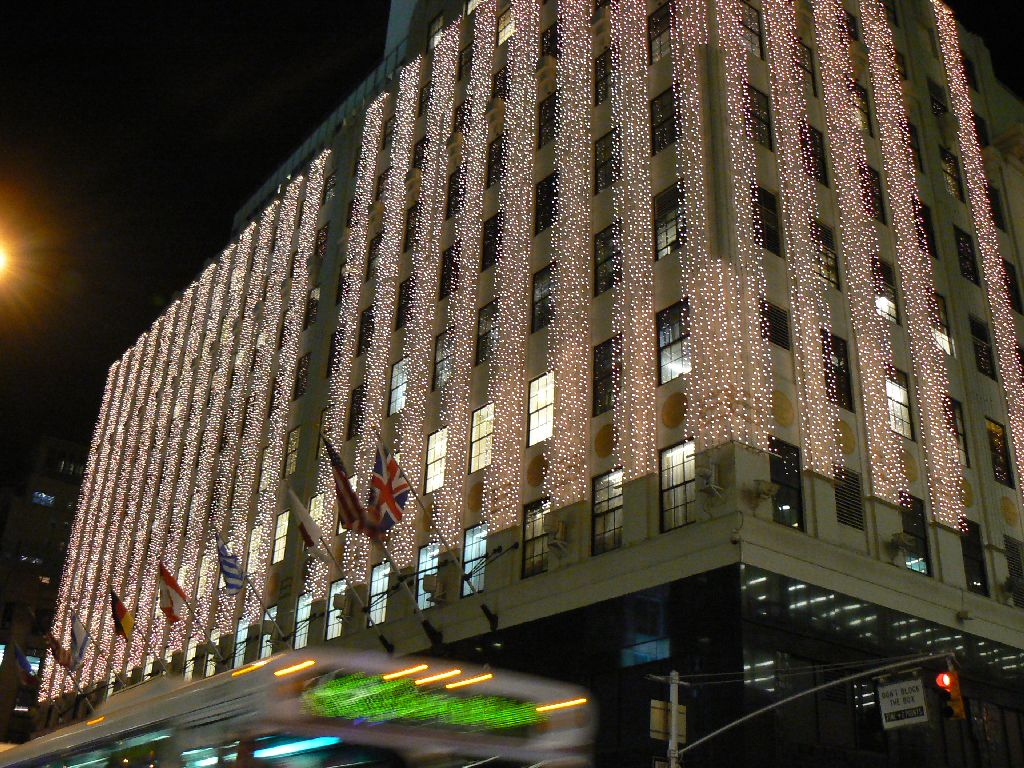
Ansicht bei Nacht

Bloomingdale’s (Eigenschreibweise: bloomingdale’s) ist eine US-amerikanische Kaufhauskette im gehobenen Segment mit Hauptsitz in New York City. Die Warenhauskette betrieb 2011 insgesamt 41 Filialen innerhalb der USA und ist ein Tochterunternehmen der Macy’s, Inc.

## Geschichte
Gegründet wurde das Unternehmen um 1860 von den Brüdern Joseph und Lyman Bloomingdale an der New Yorker Lower East Side in Manhattan. Die Brüder importierten zunächst Kleider, Stoffe und Modeartikel aus Europa, um sie bei Straßenverkäufen und in improvisierten „Stores“ des aufstrebenden New Yorks der Jahrhundertwende zu vertreiben. 1872 eröffneten die Brüder ihr erstes eigenes Gemischtwarengeschäft Bloomingdale Bros. (Bloomingdale Brothers) an der New Yorker East Side.
1886 zog das florierende Unternehmen in die Lexington Avenue von New York. Das Geschäft expandierte kontinuierlich und nannte bereits um 1900 einen gesamten Gebäudekomplex sein Eigentum. Geschicktes Marketing, vor allem durch das kaufmännische Geschick von Lyman Bloomingdale, ließ die Firma wachsen. 1930 schlossen sich die Bloomingdale-Brüder den Federated Department Stores an, aus denen schließlich 2007 der Konzern Macy’s Inc. hervorging, nachdem Federated 1994 die Macy’s-Kaufhauskette gekauft hatte.
In den 1940ern setzte Bloomingdale’s verstärkt auf Mode-Shows, setzte Akzente und Trends und kreierte unter anderem den Titel „Woman of the Year“ (Frau des Jahres), eine Lifestyle-Nominierung, die in den Folgejahren zu einer der begehrtesten Auszeichnungen unter den Nachwuchsmodels von New York wurde.
Bloomingdale’s zeichnete sich stets durch progressive Ideen, ausgefallene Schaufensterdekorationen und Werbung aus und stand in den 1960ern in strenger Konkurrenz zu anderen exklusiven Kaufhäusern der New Yorker Fifth Avenue wie beispielsweise Bonwitt Teller’s. Renommierte Grafikdesigner, u. a. Andy Warhol und Milton Glaser, erregten mit ihren innovativen Entwürfen für die Kaufhäuser Aufsehen und an die Gestalter und Modeschöpfer von Bloomingdale’s gingen zahlreiche Designpreise.
Bloomingdale’s zählt zu den wichtigsten New Yorker Waren- und Kaufhausinstitutionen, vergleichbar mit dem Traditionsunternehmen Harrods in London. Das Haus beschäftigt für seine eigenen Kollektionen zahlreiche namhafte Designer (unter anderem Ralph Lauren). Ein Artikel der New York Times aus den 1960er Jahren sagte: „Ein Besuch in New York ist ohne Bloomingdale’s und Tiffany’s sinnlos.“ Bloomingdale’s ist der einzige Kaufhaus-Markenname, den die Eigentümerin Federated Department Stores (ab 2007: Macy’s, Inc.) 2006 beibehielt, während alle anderen Markennamen von über die Jahre aufgekauften Kaufhäusern (wie beispielsweise Famous-Barr, Filene’s, Foley’s, Hecht’s, The Jones Store, Marshall Field’s, Meier & Frank, Robinsons-May und weitere), zum Teil unter Protest der Bevölkerung, in Macy’s umgetauft wurden und somit vom Markt verschwanden.
Der Hauptsitz von Bloomingdale’s ist bis heute das Stammhaus in New York, Ecke 59th und Lexington Avenue ⊙; die Kaufhauskette ist in den Bundesstaaten Kalifornien, Florida, Georgia, Illinois, Maryland, Massachusetts, Minnesota, Nevada, New Jersey, New York, Pennsylvania und Virginia mit Filialen ansässig und betreibt in Lizenz an die Al Tayer Group aus den VAE überdies ein Geschäft in der Dubai Mall in Dubai. Zu den 41 Filialen in den USA gehören auch einige bloomingdales’s HOME Geschäfte für Inneneinrichtungsgegenstände und Möbel sowie vier Bloomingdale’s-Outlets. Bis Ende 2012 sollte die Anzahl von Bloomingdale’s-Geschäften in den USA auf 38 sinken und die Anzahl von Bloomingdale’s-Outlets auf zwölf anwachsen.
Bekannt ist Bloomingdale’s außerdem für seine originellen Einkaufstaschen. Es handelt sich um braune Papiertaschen, wie sie in den USA zum Beispiel auch in den Supermärkten verwendet werden, allerdings mit Henkeln und mit dreizeiligem dunkelbraunem Schriftaufdruck „medium brown bag“ (bzw. little oder big, abhängig von der Größe der Papiertasche), also übersetzt „mittelgroße braune Tüte“. Lediglich auf der Seitenfalz der Taschen ist das Bloomingdale’s-Logo abgebildet. Trotz oder gerade wegen des Aufdrucks bezeichnet Bloomingdale’s seine Einkaufstaschen als die wohl berühmtesten Einkaufstaschen der Welt. Der Kult wird von Bloomingdale’s auch bewusst durch zahlreiche große Fotos in den Kaufhäusern selbst oder aus Plastik hergestellte Sondereditionen als Handtaschen gefördert.